# Friedensvertrag zwischen Israel und Bahrain

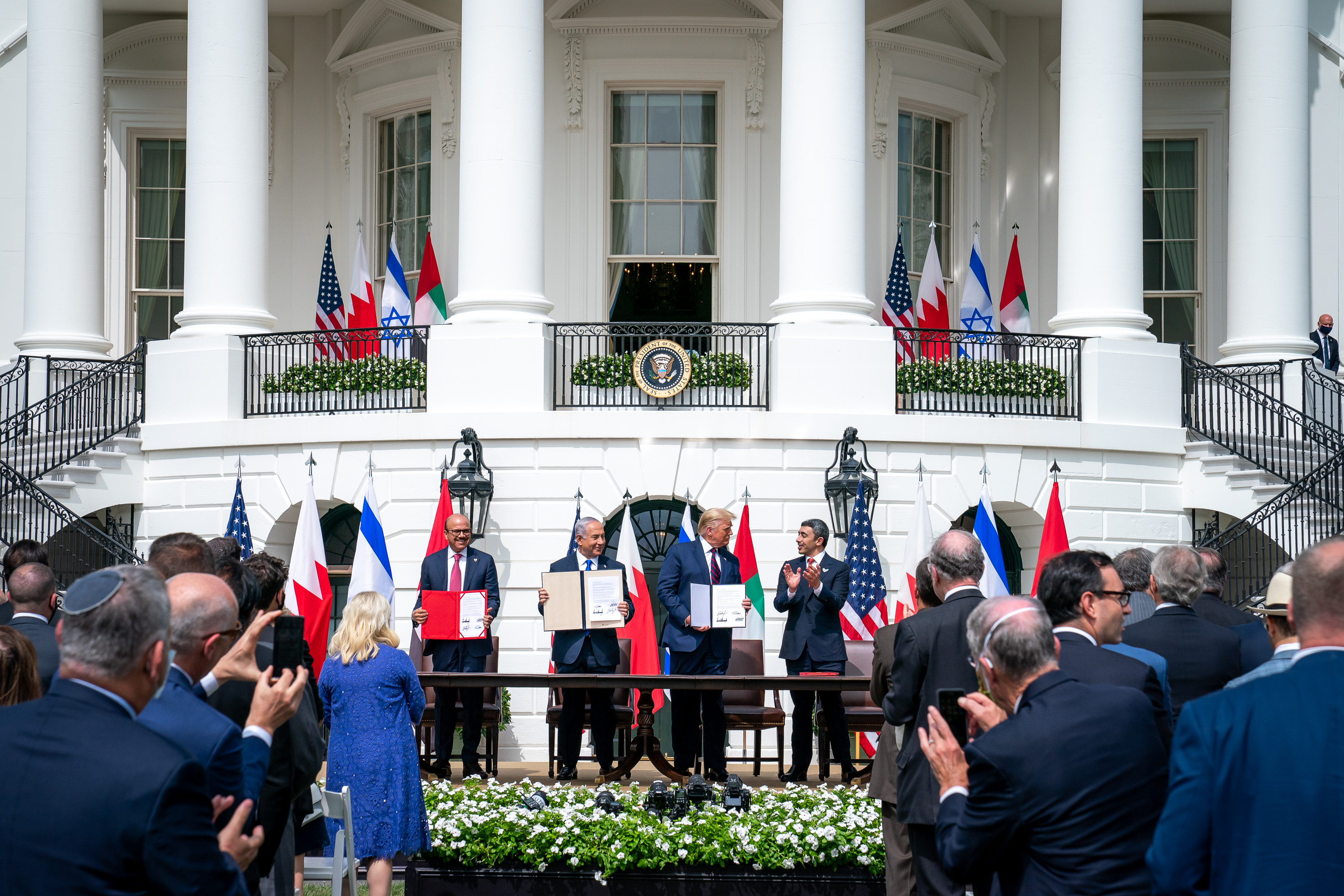
Sajani, Netanjahu, Trump und Nahjan mit den Verträgen (v. l. n. r.)

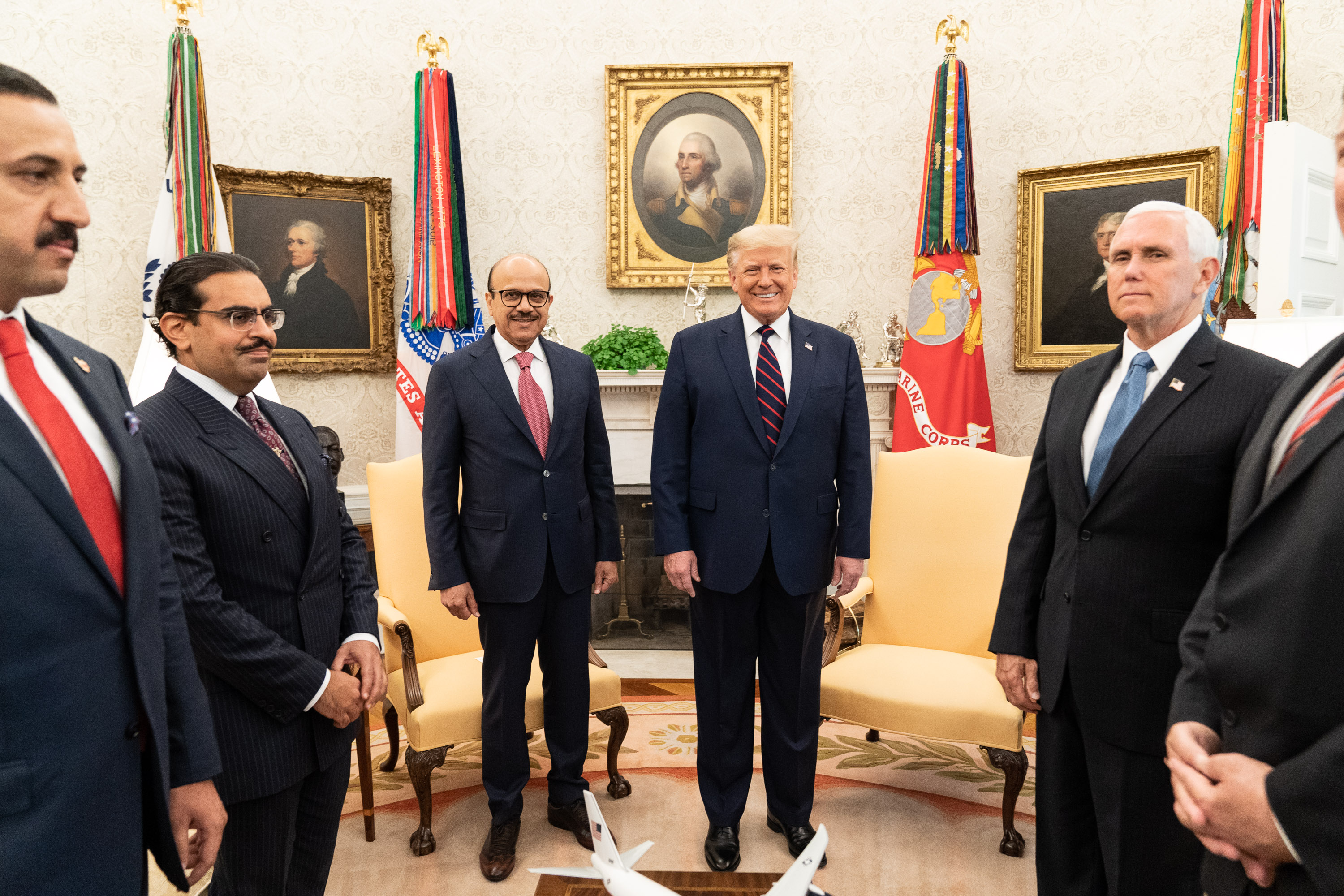
Sajani und Trump in Washington vor der Unterzeichnung

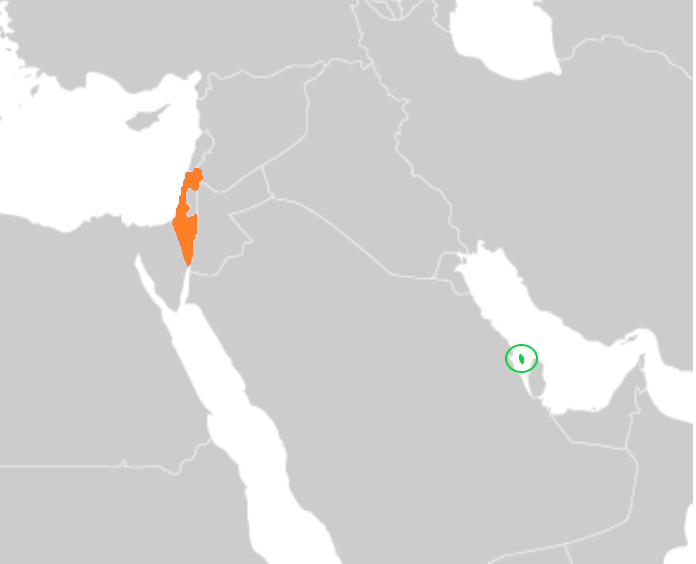
Lageplan von Bahrain (grün) und Israel (orange).

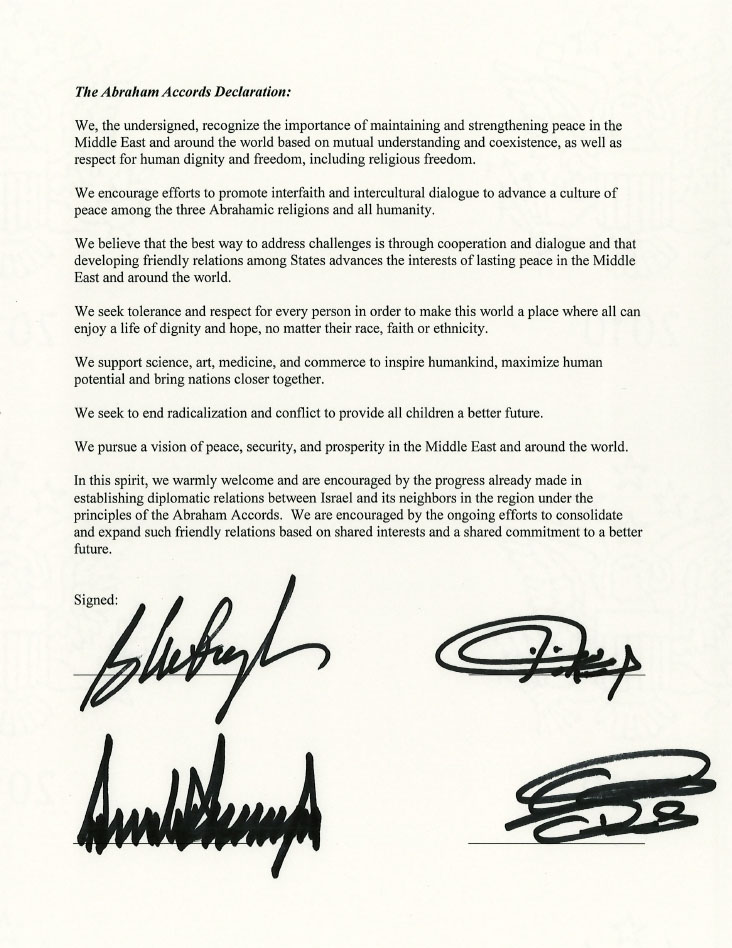
Wortlaut des Abkommens

Die Erklärung des Friedens, der Zusammenarbeit und der konstruktiven diplomatischen sowie freundlichen Beziehungen zwischen dem Staat Israel und dem Königreich Bahrain wurde am 15. September 2020 vor dem Weißen Haus in Washington, D. C., von Israels Ministerpräsident Benjamin Netanjahu und dem Außenminister von Bahrain, Abdullatif bin Raschid al-Sajani, sowie von US-Präsident Donald Trump als Zeugen, unterzeichnet.
Mit dem Vertrag erklärten die beiden Staaten ihre Unterstützung für die Prinzipien des Abraham-Abkommens, erkannten das Recht beider Staaten auf Souveränität und auf ein Leben in Frieden und Sicherheit an und verkündeten ihre Absicht, Vereinbarungen in verschiedenen Politikbereichen zu erzielen. Die Vereinigten Arabischen Emirate und Israel schlossen am gleichen Tag einen separaten Friedensvertrag ab.

## Vorgeschichte
Bereits vor dem Friedensvertrag gab es Beziehungen zwischen Bahrain und Israel.

### Israel-Boykott
Bahrain trug den Boykott Israels durch die Arabische Liga ab spätestens 1971 mit. Im Zuge eines Freihandelsabkommens mit den Vereinigten Staaten im Jahr 2005 gab das Königreich den Boykott auf. Der Staat Israel wurde vom Königreich Bahrain allerdings weiterhin nicht anerkannt.

### Bedrohung durch die Hisbollah
König Hamad bin Isa Al Chalifa leitete den Golf-Kooperationsrat (GKR) und ließ die Hisbollah als terroristische Organisation einstufen. Danach erklärte er 2016 in Manama gegenüber Rabbiner Marc Schneier, Präsident der Foundation for Ethnic Understanding und seit 2018 Sonderberater des Königs von Bahrain: „Unsere einzige Hoffnung auf eine starke gemäßigte arabische Stimme ist ein starkes Israel.“

### Interreligiöser Dialog
Nachdem US-Präsident Donald Trump Jerusalem als Hauptstadt Israels anerkannt hatte, schickte 2017 König Hamad eine interreligiöse Mission von Bahrain nach Israel. Er war der Erste, der dies aus einem Golfstaat heraus tat. Im Dezember 2019 besuchte der frühere sephardische Oberrabbiner von Jerusalem, Shlomo Amar, Bahrain zu einem interreligiösen Ereignis. Dabei traf er den König von Bahrain sowie religiöse Führer aus Katar, Kuwait, Jordanien, Libanon, Ägypten, Russland, den USA, Italien, Indien und Thailand.

### Juden in Bahrain
Im Februar 2018 lud König Hamad The Jewish Center of the Hamptons (JCOH) aus New York nach Manama in Bahrain ein. Bei dem Besuch in Manama trafen die JCOH Houda Ezra Ebrahim Nonoo, die von 2008 bis 2013 bahrainische Botschafterin in den USA und die erste jüdische Botschafterin eines arabischen Landes im Nahen Osten war. Dazu trafen die JCOH auch Nancy Dinah Elly Khedouri, eine jüdische Politikerin, die seit 2010 Mitglied der Nationalversammlung von Bahrain ist. Die JCOH sprach auch mit Michael Yadgar, dem Gemeindevorsteher der jüdischen Gemeinschaft in Manama, der einzigen verbliebenen indigenen jüdischen Gemeinde am Golf. Sie besuchten auch die Synagoge in Manama – die erste am Golf – und den jüdischen Friedhof.
1948 lebten rund 800 Juden in Bahrain, die infolge von antijüdischen Unruhen nach der Gründung des Staates Israel fliehen mussten (siehe Pogrom von Manama); die meisten zogen nach Israel. Die Synagoge wurde niedergebrannt und zerstört. Heute gibt es in Bahrain insgesamt ca. 40 Juden (Stand 2020). Die Gemeinde wurde von dem Rabbiner Jacob Cohen gegründet, der aus Bombay nach Bahrain zog. Vertreter der Juden Bahrains ist Ebrahim Dahood Nonoo, dessen Großvater in den 1920er Jahren aus dem Irak auf eine der Inseln in Bahrain zog, das zu dieser Zeit ein kleines britisches Protektorat war. Nonoos ursprünglicher Familienname lautete Pinchas und wurde in Nonoo abgeändert, als sie sich in Bahrain niederließen. Eine der aktivsten Familien im Perlenhandel mit Bahrain war die aus Frankreich stammende Familie Cartier, die auch die erste Synagoge in Bahrain gebaut hat.

### Anerkennung Israels
Am 10. Mai 2018 erklärte der bahrainische Diplomat Chalid bin Ahmad Al Chalifa, dass der Staat Israel das Recht habe, sich gegen die Islamische Republik Iran zu verteidigen. „Solange der Iran den Status Quo in der Region verletzt und seine Truppen und Raketen eingesetzt hat, ist jeder Staat in der Region, einschließlich Israel, berechtigt, sich durch Zerstörung der Gefahrenquellen zu verteidigen.“ Bahrain hatte zuvor zu den arabischen Ländern gezählt, die das Existenzrecht Israels nie anerkannt hatten. Dem Bericht von PJMedia zufolge erkannte Al Chalifa nicht nur die Existenz Israels an, sondern verteidigte auch das Recht des jüdischen Staates, sich gegen ein muslimisches Land zu verteidigen. 2019 erklärte Bahrains Außenminister Scheich Chalid bin Ahmad Al Chalifa: „Israel ist historisch gesehen Teil des Erbes dieser gesamten Region. Das jüdische Volk hat also einen Platz unter uns.“
Der gemeinsame Feind Iran wird von Analysten als einer der Hauptgründe für den Abschluss des Abkommens gesehen. Ziel sei der formale Aufbau einer Anti-Iran-Koalition.

### Dialog zwischen Israel und Bahrain
Im November 2018 wurde Israels Wirtschaftsminister Eli Cohen von der bahrainischen Regierung eingeladen, an einer Konferenz über moderne Technologie in Manama teilzunehmen. Im Juli 2019 traf sich Chalid bin Ahmad Al Chalifa mit dem israelischen Außenminister Israel Katz in Washington, D. C. Im Oktober 2019 nahm die Direktorin des israelischen Außenministeriums für Terrorismusbekämpfung, Dana Benvenisti-Gabay, an der Working Group on Maritime and Aviation Security (deutsch: „Arbeitsgruppe für Sicherheit im Seeverkehr und in der Luftfahrt“) bei einer Sicherheitskonferenz über den Iran in Manama, Bahrain, teil.

## Inhalt
Netanjahu und al-Sajani unterzeichneten die Erklärung, die in der Kommunikation als „Friedenserklärung“ (auch als Peace agreement) bezeichnet wurde. Die Bezeichnung „Friedensvertrag“ wurde mitunter kritisiert, da die beiden Länder niemals in einem Kriegszustand gestanden waren.
Die Erklärung verkündet die Aufnahme voller diplomatischer Beziehung zwischen den beiden Ländern. Erstmals sollen Botschafter zwischen Israel und Bahrain ausgetauscht werden.
Netanjahu erklärte bei der Unterzeichnung:

„Sie haben den historischen Frieden, den wir heute unterzeichnen, erfolgreich vermittelt, einen Frieden, der in Israel, im Nahen Osten, in Amerika – in der Tat auf der ganzen Welt – breite Unterstützung findet… allen Kindern Abrahams Hoffnung bringen wird“

Sajani erklärte bei der Unterzeichnung: 

„Heute ist ein wahrhaft historischer Anlass. Ein Moment der Hoffnung und Chance für alle Völker des Nahen Ostens und insbesondere für die Millionen in unseren jüngeren Generationen … Zu lange wurde der Nahe Osten durch Konflikte und Misstrauen zurückgeworfen und verursachte unermessliche Zerstörung, was die Hoffnungen der jüngsten und klügsten des Nahen Ostens immer wieder zerstörte. Jetzt bin ich überzeugt, dass wir das ändern können.“

Ebenso unterzeichneten sie gemeinsam mit Trump und dem Außenminister der Vereinigten Arabischen Emirate, Abdullah bin Zayid Al Nahyan, die Abraham Accords Declaration, in der sieben Prinzipien festgehalten sind:
- Anerkennung der Bedeutung der Erhaltung und Stärkung des Friedens auf der Grundlage des gegenseitigen Verständnisses und der Koexistenz
- Förderung des interreligiösen und interkulturellen Dialogs
- Bewältigen von Herausforderungen durch Zusammenarbeit und Dialog
- Bemühen um Toleranz und Respekt für jede Person, unabhängig von ihrer Rasse, ihrem Glauben oder ihrer ethnischen Zugehörigkeit
- Unterstützung von Wissenschaft, Kunst, Medizin und Handel, um die Menschheit zu inspirieren
- Streben danach, Radikalisierung und Konflikte zu beenden
- Verfolgen einer Vision von Frieden, Sicherheit und Wohlstand
- Begrüßen der Fortschritte, die bereits bei der Aufnahme diplomatischer Beziehungen zwischen Israel und seinen Nachbarn erzielt wurden

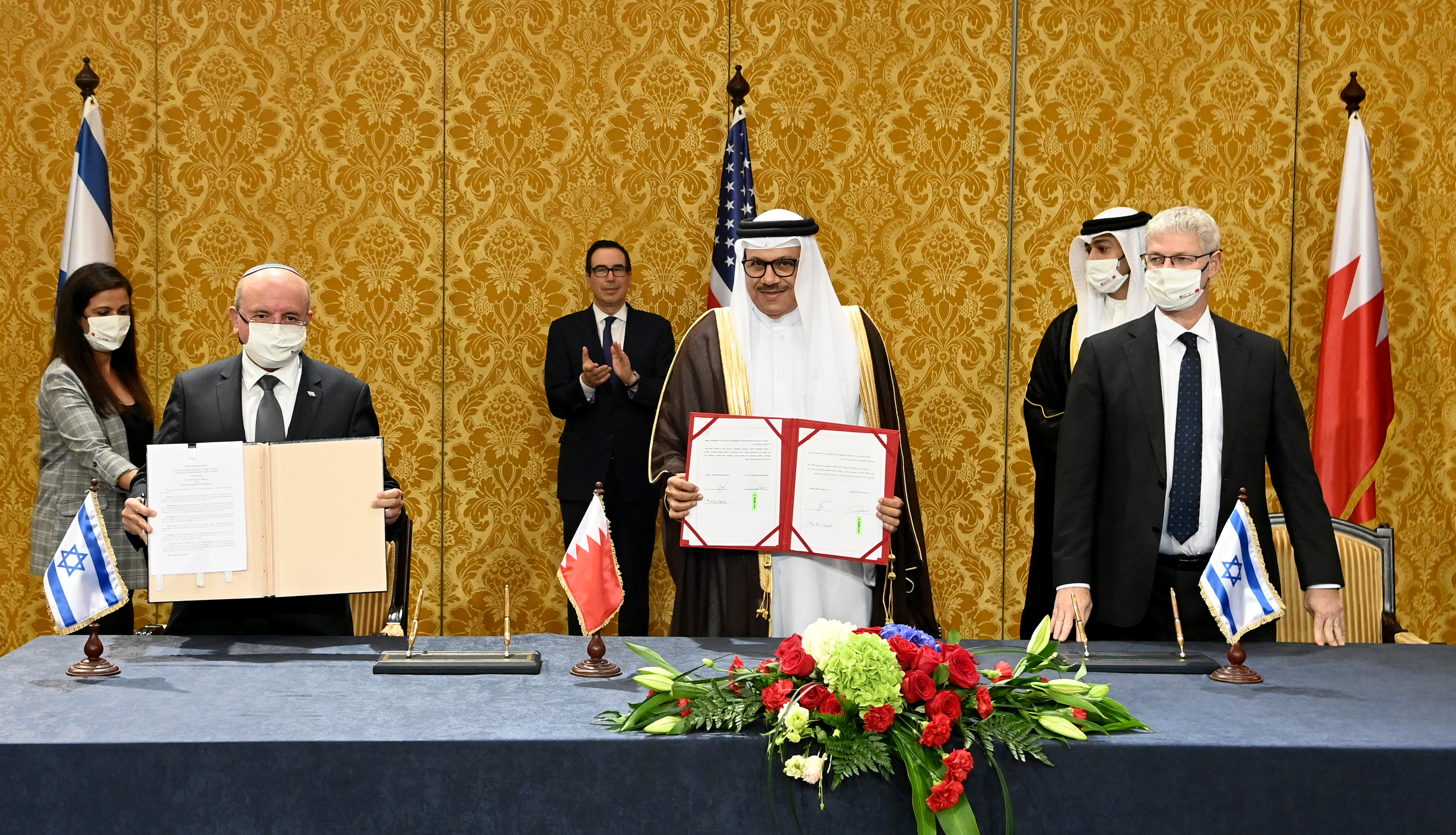
Die Unterzeichnungszeremonie des Abkommens am 18. Oktober 2020 in Manama (v. r. n. l.): Der Generaldirektor des israelischen Außenministeriums, Alon Ushpiz, der bahrainische Außenminister Abdullatif bin Raschid al-Sajani und der Stabschef der nationalen Sicherheit Israels, Meir Ben Shabbat, im Hintergrund der US-Finanzminister Stephen Manushin

Am 18. Oktober 2020 haben der Leiter des israelischen Sicherheitsrates, Meir Ben-Shabbat, und der bahrainische Außenminister ein „joint communique on establishing peaceful and diplomatic relations“ unterzeichnet mit folgendem Inhalt:
- Israel und Bahrain werden umfassende diplomatische Beziehungen aufbauen, Botschaften eröffnen und Botschafter austauschen.
- Beide Länder werden keine feindlichen Aktionen gegeneinander durchführen und Maßnahmen ergreifen, um diese Aktionen Dritter in ihrem Hoheitsgebiet zu verhindern.
- Beide Länder werden sich zum Zusammenleben und zur Bildung für den Frieden verpflichten.
- Israel und Bahrain werden Abkommen unterzeichnen über: Finanzen und Investitionen, Zivilluftfahrt, Tourismus, Handel, Wissenschaft und Technologie, Telekommunikation, Gesundheitswesen, Landwirtschaft, Wasser, Energie und rechtliche Zusammenarbeit.
- Wirtschaftliche und handelspolitische Zusammenarbeit
- Zivilluftfahrt
- Zusammenarbeit zwischen den Finanzministerien
- Zusammenarbeit in den Bereichen Telekommunikation, Informationstechnologien und Postdienste
- Zusammenarbeit auf dem Gebiet der Landwirtschaft zwischen dem Ministerium für Landwirtschaft und ländliche Entwicklung des Staates Israel und dem Ministerium für Arbeit, Kommunalangelegenheiten und Stadtplanung des Königreichs Bahrain
- Zusammenarbeit zwischen den Außenministerien
- Befreiung von der Visumpflicht für Inhaber von Diplomaten-, Sonder- oder Dienstpässen
- Zusammenarbeit zwischen den Handelskammern in beiden Ländern

## Direktflug Manama – Tel Aviv
Eine US-Delegation unter der Leitung des Sonderbeauftragten Avi Berkowitz wird vom 17. bis 18. November 2020 nach Bahrain und Israel reisen, um die erweiterte wirtschaftliche Zusammenarbeit im Rahmen des kürzlich von beiden Ländern unterzeichneten Abraham-Abkommens zu unterstützen. Berkowitz und eine US-Delegation werden zusammen mit bahrainischen Beamten den ersten kommerziellen Direktflug von Bahrain nach Israel unternehmen. Der historische Flug startet in Manama und kommt in Tel Aviv an, wo die Delegationen der USA und Bahrains an Treffen mit hochrangigen israelischen Beamten teilnehmen werden. Die US-Delegation umfasst folgende Personen:
- Avi Berkowitz, Assistent des Präsidenten und Sonderbeauftragter für internationale Verhandlungen
- Ari Einhorn, Direktor, Büro des Sonderbeauftragten für internationale Verhandlungen
- Generalmajor Miguel Correa, Senior Director für Golf- und nordafrikanische Angelegenheiten, NSC
- Edgar Vasquez, Senior Communications Advisor für internationale Verhandlungen und stellvertretender Senior Director für Strategic Communications, NSC
- Ryan Arant, Senior Economic Advisor für internationale Verhandlungen und stellvertretender Kommunikationsberater, NSC
- Kenneth Evans, Direktor für die Arabische Halbinsel, NSC
- Paul Packer, Vorsitzender der US-amerikanischen Kommission zur Erhaltung des amerikanischen Erbes im Ausland

## Reaktionen

Bahrain und Israel
pro Abkommen
contra Abkommen
neutral
bisher keine öffentl. Äußerungen
(Stand: 16. September 2020)

### Palästina
Die politische Führung der Palästinenser stellte sich gegen die Aufnahme diplomatischer Beziehungen zwischen Bahrain und Israel. Der palästinensische Botschafter in Bahrain wurde daher abberufen.

### Jemen
Das Außenministerium des Jemen verurteilte das Abkommen und verkündete, dass es keine Normalisierung geben werde, wenn „die Rechte des Volkes nicht gemäß der arabischen Friedensinitiative wiederhergestellt“ würden.

### Iran
Hossein Amir-Abdollahian, ehemaliger Vize-Außenminister und derzeitiger Sonderberater des Parlamentspräsidenten in internationalen Angelegenheiten, sagte: „Die rücksichtslosen Herrscher Bahrains […] sollten den Zionisten in der Region nicht den Weg ebnen.“ Das iranische Außenministerium hat das Abkommen ebenfalls verurteilt. Bahrain habe „die palästinensische Sache am Altar der amerikanischen Wahlen geopfert. […] Das Ergebnis wird die wachsende Wut und der anhaltende Hass der unterdrückten Menschen in Palästina, der Muslime“ sein.

### Türkei
Das türkische Außenministerium verurteilte Bahrains Entscheidung, diplomatische Beziehungen zu Israel aufzunehmen. Der Schritt sei „ein Schlag gegen die Bemühungen zur Verteidigung der palästinensischen Sache“ und setze „die illegalen Praktiken Israels fort“.